# Frederick Moore Vinson
Frederick Moore Vinson (Louisa, 22 gennaio 1880 – Washington, 8 settembre 1953) è stato un politico e giurista statunitense.

## Biografia
Egli è stato uno dei presidenti della Corte suprema degli Stati Uniti. Studiò nello stato del Kentucky, svolse l'attività di avvocato a Louisa, un piccolo paese di poche migliaia di cittadini. Si arruolò nell'esercito durante la prima guerra mondiale. Sposò Roberta Dixon nel 1924.
Dal 1924 al 1938 fu a più riprese deputato al Congresso per il Partito Democratico. Fu quindi giudice della Corte d'appello del distretto di Columbia. Dal 1945 al 1946 fu segretario al Tesoro, quando fu nominato presidente della Corte suprema, carica che mantenne fino alla morte, nel 1953.